# Marshallena
Marshallena é um gênero de gastrópodes pertencente a família Marshallenidae.

## Espécies
- †Marshallena curtata (Marwick, 1926)[2]
- Marshallena diomedea Powell, 1969[3]
- †Marshallena neozelanica (Suter, 1917)
- Marshallena nierstraszi (Schepman, 1913)[4]
- Marshallena philippinarum (Watson, 1882)[5]

Espécies trazidas para a sinonímia
- †Marshallena anomala Powell, 1942: sinônimo de †Zeatoma anomala (Powell, 1942)
- †Marshallena austrotomoides Powell, 1931: sinônimo de †Zeatoma austrotomoides (Powell, 1931)[6]
- †Marshallena carinaria Powell, 1935: sinônimo de †Gymnobela carinaria (Powell, 1935)[7]
- †Marshallena celsa Marwick, 1931: sinônimo de †Zeatoma celsa (Marwick, 1931) (combinação original)
- †Marshallena decens Marwick, 1931: sinônimo de †Zeatoma decens (Marwick, 1931) (combinação original)
- Marshallena gracilispira Powell, 1969: sinônimo de Benthomangelia gracilispira (Powell, 1969)
- †Marshallena impar Powell, 1942: sinônimo de †Zeatoma impar (Powell, 1942)